# نظام عد ثماني
نظام العد الثماني أو النظام الثماني (بالإنجليزية: Octal Numeral System)‏ هو نظام عد ذو رقم أساس 8، ويستخدم الرموز من 0 إلى 7.
في نظام العد الثماني، كل خانة هي قوة للعدد ثمانية. على سبيل المثال:
{\displaystyle \mathbf {112} _{8}=\mathbf {1} \times 8^{2}+\mathbf {1} \times 8^{1}+\mathbf {2} \times 8^{0}}
أما في النظام العشري كل منزلة عشرية هي قوة للعدد عشرة. على سبيل المثال:
{\displaystyle \mathbf {74} _{10}=\mathbf {7} \times 10^{1}+\mathbf {4} \times 10^{0}}

## التحويلات

### التحويل من النظام الثنائي إلى الثماني
من الممكن التحويل من نظام العد الثنائي إلى الثماني بتجميع كل ثلاث أعداد متسلسلة مع بعضها البعض بدءاً من الجهة اليمنى واستبدال كل مجموعة برقم من النظام الثماني. مثلاً، الرقم 111100 يرمز له في نظام العد الثماني بالرقم 74 حيث قمنا بتكوين مجموتين هي 100 و111 ثم قمنا بإستبدال المجموعة 100 بالرقم 4 والمجموعة 111 بالرقم 7 كما هو موضح بالأسفل.
| 100 | 111 |
| 4   | 7   |

### التحويل من النظام الثماني إلى الثنائي
وهو يتم بطريقة معاكسة للطريقة المذكورة أعلاه. على سبيل المثال، ثم نقوم باستبدال كل رقم من النظام الثماني برقم من النظام الثنائي مكون من ثلاثة أعداد بحسب الجدول. فينتج لدينا الرقم 112.
| 2   | 1   | 1   |
| 010 | 001 | 001 |

### التحويل من النظام العشري إلى النظام الثماني والعكس
يتم من خلال تحويل الرقم العشري إلى مكافئه في النظام الثنائي ومن ثم تجميع كل 3 أرقام ثنائية بمجموعة وتحويل كل مجموعة إلى الثماني وبذلك يكون النظام من العشري إلى الثماني. مثال: الرقم 74 بالنظام العشري، يتم تحويله إلى النظام الثنائي ويكون مكافئه 1001010 وهذا الرقم إذا قسمناه في ثلاث مجموعات هي 001 و001 و010 وحولنا كل مجموعة إلى الثماني سوف نحصل على الرقم 112 والذي هو بالنظام الثماني . إذا نحصل على الرقم 74 (العشري) = 001 001 010 (الثنائي) = 112 (الثماني)